# Eliminatórias da Copa do Mundo FIFA de 2022 – AFC (quarta fase)
A quarta fase das eliminatórias asiáticas da Copa do Mundo FIFA de 2022 foi disputada em uma única partida em 7 de junho de 2022. Esta fase originalmente seria disputada em partidas de ida e volta em 11 e 16 de novembro de 2021, mas as datas e o formato foram alterados em novembro de 2020 em resposta aos impactos da pandemia de COVID-19 na Ásia.

## Formato
Na quarta rodada, os dois terceiros colocados da terceira fase disputaram um play-off de partida única. O vencedor avançou para a repescagem intercontinental no Catar na semana seguinte.

## Partida
| Equipe 1               | Resultado | Equipe 2  |
| ---------------------- | --------- | --------- |
| Emirados Árabes Unidos | 1–2       | Austrália |

| 7 de junho de 2022 | Emirados Árabes Unidos | 1 – 2     | Austrália                | Estádio Ahmed bin Ali, Al Rayyan (Catar) |
| 21:00 (UTC+3)      | Caio 57'               | Relatório | Irvine 53' · Hrustic 84' | Árbitro: UZB Ilgiz Tantashev             |